# آلفا رومئو دیوا

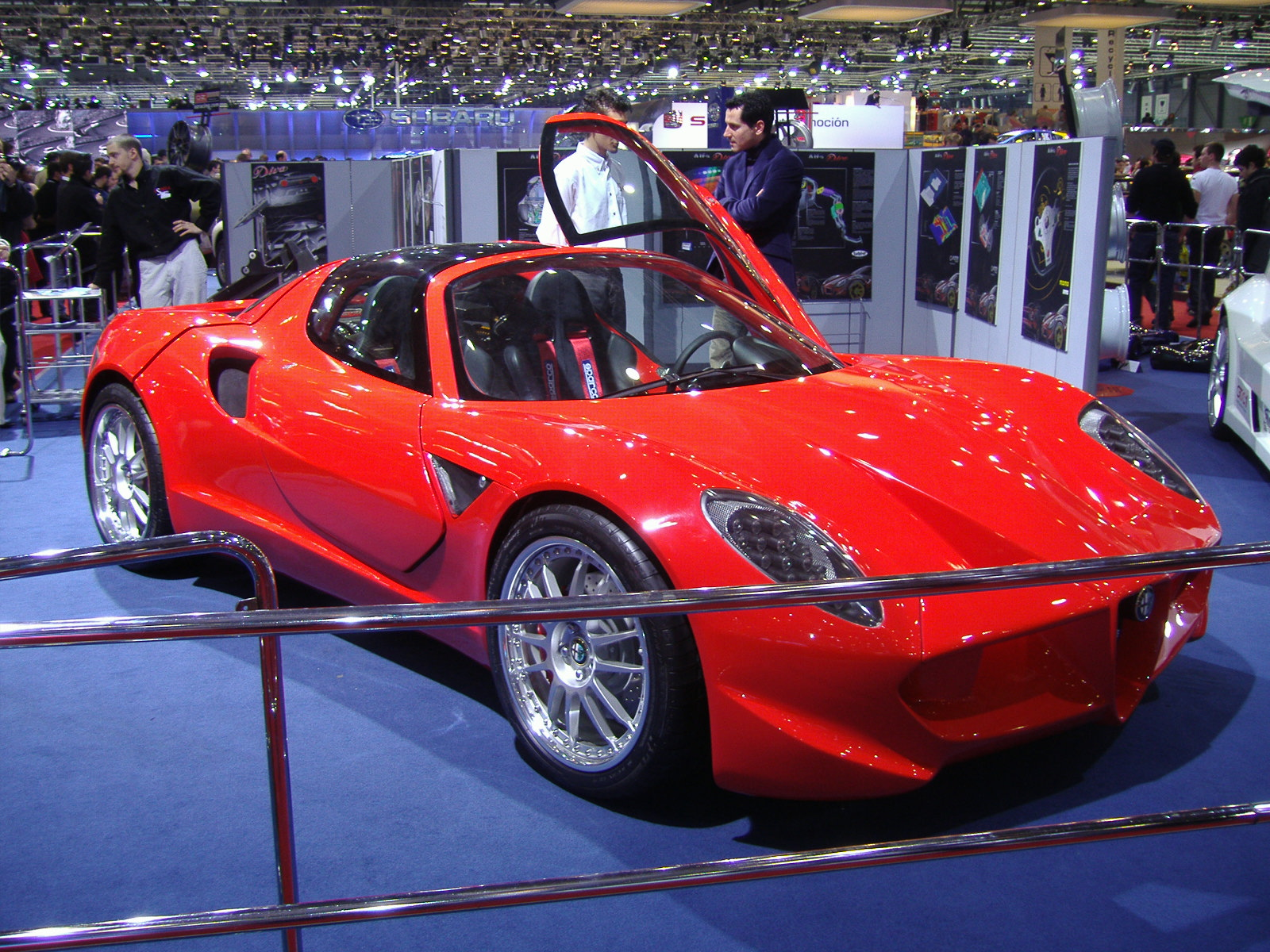
نمایی از آلفارومئو دیوا ۲۰۰۶

آلفارومئو دیوا (Alfa Romeo Diva) خودرویی است که در سال‌های ۲۰۰۶در میلان و  ایتالیا تولید شده‌است. طول آن در حالت طبیعی ۳٬۸۹۴ میلیمتر (۱۵۳٫۳ اینچ) و  عرض آن در حالت طبیعی ۱٬۸۶۹ میلیمتر (۷۳٫۶ اینچ)  است.
موتور آن ۱۹۵ سی‌سی سیستم جعبه‌دندهٔ آن ۶ دنده به صورت دستی است.